# UFC on ESPN: Overeem vs. Rozenstruik
UFC on ESPN: Overeem vs. Rozenstruik (även UFC on ESPN 7) var en MMA-gala som arrangerades av UFC och ägde rum 7 december 2019 i Washington, D.C., USA. 

## Bakgrund
Galan var den andra UFC anordnade i USA:s huvudstad. Den förra var UFC Live: Cruz vs. Johnson, 1 oktober 2011. 
En tungviktsmatch mellan Strikeforce före detta tungviktsmästare Alistair Overeem och Walt Harris var tänkt att stå som huvudmatch. Men Harris drog sig ur 1 november efter att hans styvdotter försvunnit. Han ersattes av Jairzinho Rozenstruik.

### Ändringar
En damernas stråviktsmatch mellan Cláudia Gadelha och Cynthia Calvillo var planerad till galan, men 22 oktober meddelades det att Gadelha var tvungen att dra sig ur på grund av ett brutet finger och ett brustet ligament. Ny motståndare för Calvillo blev Marina Rodriguez.
En match i lätt tungvikt mellan Antônio Rogério Nogueira och Trevor Smith var planerad till UFC Fight Night: Błachowicz vs. Jacaré, men Nogueira drog sig ur på grund av en ryggskada, och Smith flyttades till det här kortet där han fick en ny motståndare i form av Alonzo Menifield. Sedan lämnade Menifield återbud till samma match, och Smiths tredje motståndare heter Machmud Muradov.
Corntey Casey var tänkt att möta Virna Jandiroba, men Casey drog sig ur 31 oktober av okänd anledning och ersattes av Invictas före detta stråviktsmästare Livia Renata Souza. Souza i sin tur drog sig ur på grund av skada 26 november och ersattes av UFC-nykomlingen Mallory Martin.
Mickey Gall skulle ha mött WEC:s och UFC:s före detta welterviktsmästare Carlos Condit. Condit tvingades lämna återbud på grund av hans näthinna lossnade. UFC letade först efter en motståndare åt Gall, men matchen ströks slutligen.
En fjäderviktsmatch mellan Chris Fishgold och Billy Quarantillo var planerad, men 26 november drog sig Fishgold ur av okänd anledning. 29 november meddelade MMAdna.nl att ny motståndare är Jacob Kilburn.

### Invägning
Vid invägningen streamad på Youtube vägde utövarna följande:
1. ↑  Sayles missade vikten med 2,5 lb och fick böta 20% av sin purse.[19]
2. ↑  Calvillo missade vikten med 4,5 lb och fick böta 30% av sin purse.[19]

## Resultat
1. ↑   Andra twister-submission någonsin i UFC:s historia
2. ↑   Quarantillo fick sitt BJJ-svartbälte i ringen efter sub-vinsten

## Bonusar
Följande MMA-utövare fick bonusar om 50 000 USD:
- Fight of the Night: Rob Font vs Ricky Simón
- Performance of the Night: Bryce Mitchell och Machmud Muradov